# Église de la Concezione al Chiatamone
L'église de la Concezione al Chiatamone est une église baroque du centre historique de Naples, dédiée à l'Immaculée Conception. Elle se trouve via Chiatamone. Le peintre Paolo de Matteis y est inhumé.

## Histoire
L'église est bâtie au XVIIe siècle grâce aux donations des habitants de la ville et en particulier d'une dame de la noblesse, Giulia della Castella. Elle est remaniée et agrandie dans les décennies suivantes. Le couvent annexe des camilliens est fermé au début du XIXe siècle par l'administration de Joachim Murat, mais il rouvre sous les Bourbons en 1821.
L'église est aujourd'hui fermée au public.

## Description

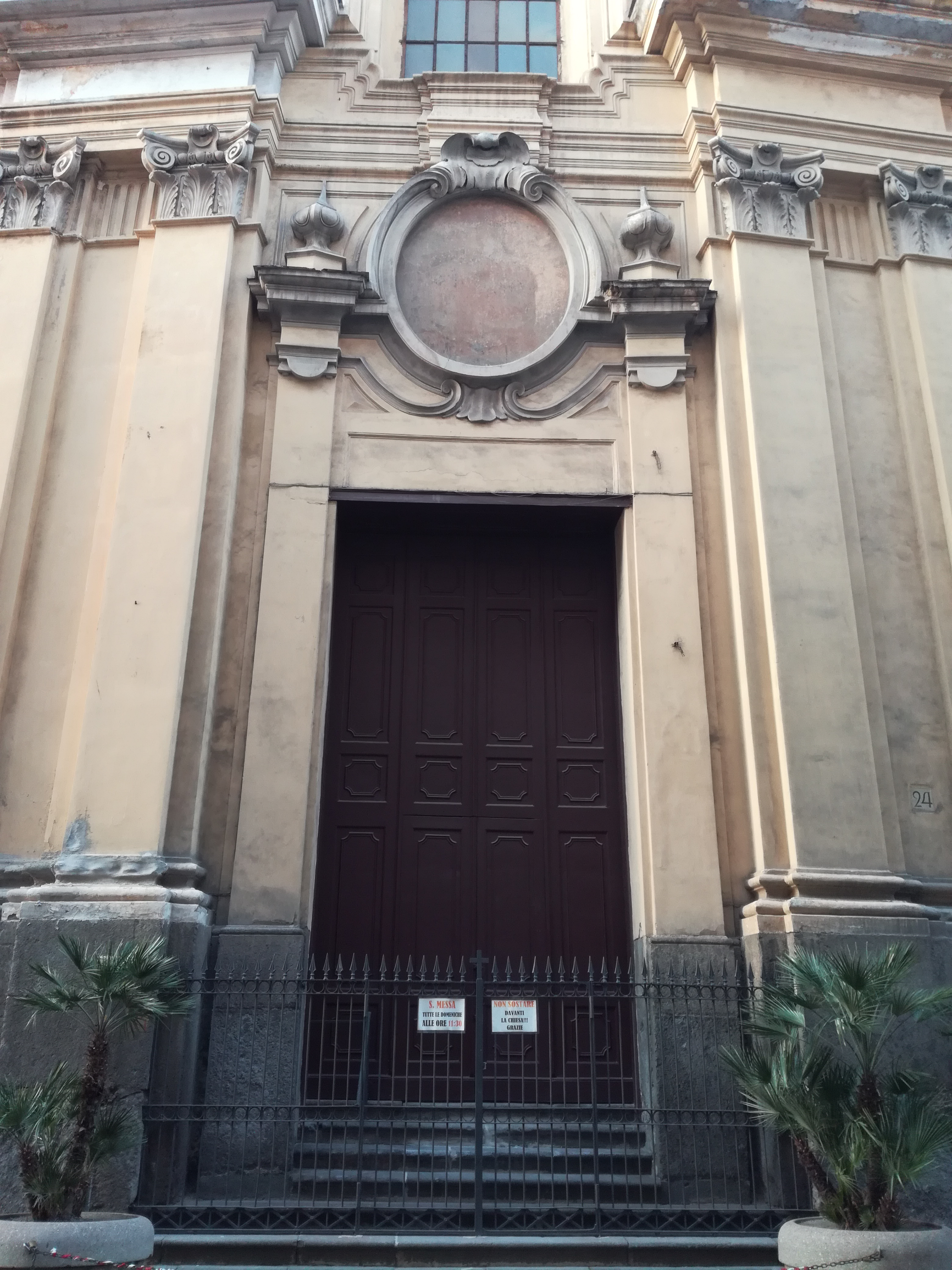
Détail de la façade.

L'église présente une façade baroque de Bartolomeo Vecchione, articulée en bas au moyen de lésènes composites (trois de chaque côté), tandis que l'ordre supérieur est scandé de pilastres avec au centre une grande fenêtre surmontée de décorations de stuc.
L'intérieur s'inscrit dans une croix latine à nef unique avec des chapelles latérales. Les tableaux conservés dans l'église sont de Paolo de Matteis (inhumé dans l'église) et de Giovanni Bernardino Azzolini, auteur d'une Crucifixion.

## Source de la traduction
- (it) Cet article est partiellement ou en totalité issu de l’article de Wikipédia en italien intitulé « Chiesa della Concezione al Chiatamone » (voir la liste des auteurs).